# Korphopp

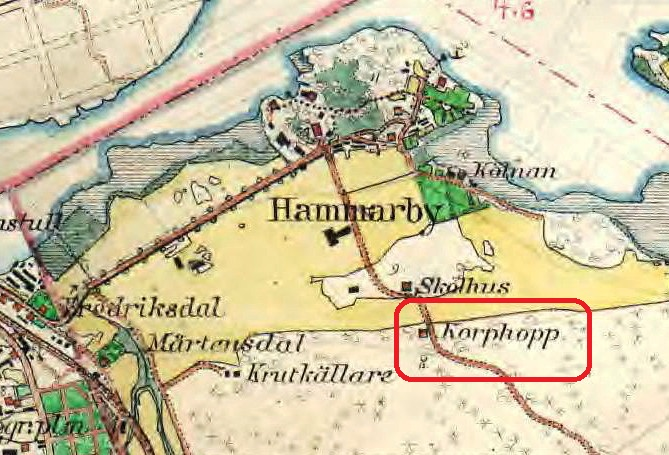
Korphopp kring 1900.

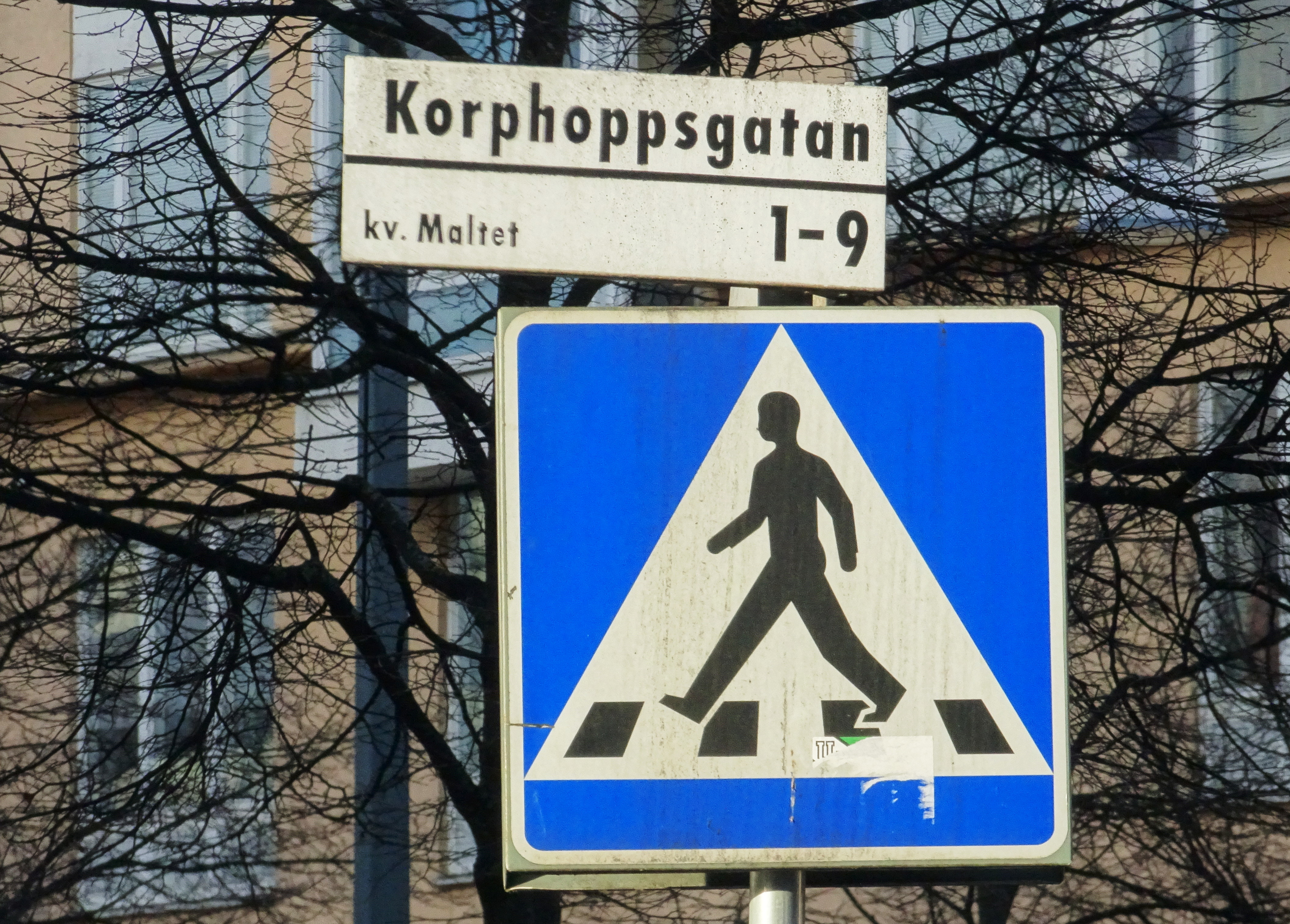
Korphoppsgatan, 2019.

Korphopp var en lägenhet under Hammarby gård i nuvarande Södra Hammarbyhamnen, Södermalms stadsdelsområde i Stockholm.

## Historik
Korphopp eller Korpopp låg cirka 450 meter söder om Hammarbys huvudbebyggelse, ungefär där dagens kvarter Korphopp finns och där Hammarby fabriksväg sträcker sig. Backen intill kallades Korpbacken eller Korpoppbacken. Det ovanliga namnet härrör från fornnordiska korp i betydelsen "hacka" och kan jämföras med uttryck som korpa opp "hacka upp" jord. Man kan ana att jordmånen på platsen inte var den bästa. 
Byggnaden finns inte redovisad på kartor från 1800-talets början men syns på Trakten omkring Stockholm (mellersta bladet, uppmätt 1844–1845) och på Häradsekonomiska kartan från sekelskiftet 1900 samt på 1934 års karta över Stockholm med omgivningar. Huset revs troligen i slutet av 1930-talet när Hammarby fabriksväg anlades och industriområdet Norra Hammarby planlades. Korphopp har inspirerat till kvarteret med samma namn samt den närbelägna  Korphoppsgatan i Hammarby sjöstad.